# نوکیا لومیا ۵۳۰

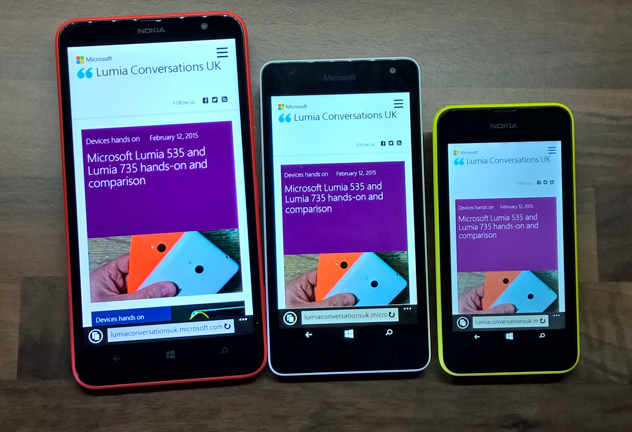
۳ گوشی ویندوز فونی لومبیا نوکیا در رنگ ها و سایز های مختلف

نوکیا لومیا ۵۳۰ یک تلفن هوشمند می‌باشد که توسط شرکت مایکروسافت توسعه یافته‌است و از سیستم عامل ویندوزفون ۸٫۱ پشتیبانی می‌کنند. این گوشی به رنگ‌های نارنجی روشن، سبز روشن، سفید، خاکستری تیره عرضه شده‌است.

## سخت‌افزار
گوشی لومیا ۵۳۵ با صفحه نمایش ۴ اینچی و رم ۵۱۲ مگا بایتی در مقایسه با گوشی‌های میان رده و بالا رده سری لومیا حرفی برای گفتن ندارد و زاویه دید کمتری نسبت به بقیه دارد.

## نرم‌افزار
لومیا ۵۳۰ مجهز به سیستم عامل ویندوزفون ۸٫۱ چهار هسته‌ای ۱٫۲ گیگا هرتزی می‌باشد.